# アラス美術館
アラス美術館（Musée des beaux-arts d'Arras）は、フランス北部の都市アラスにある美術館である。

## 沿革
1825年創設。

## コレクション
12世紀から16世紀の彫刻、フィリップ・ド・シャンパーニュ、シャルル・ルブラン、クロード・ヴィニョン、ジャン＝バティスト・ウードリーなどのフランス絵画、ルーベンスなどのフランドル絵画、ニコラース・マースなどのオランダの絵画、ウジェーヌ・ドラクロワ、テオドール・シャセリオー、ジャン＝バティスト・カミーユ・コローなどの19世紀の絵画を所蔵している。

### コレクションの一部

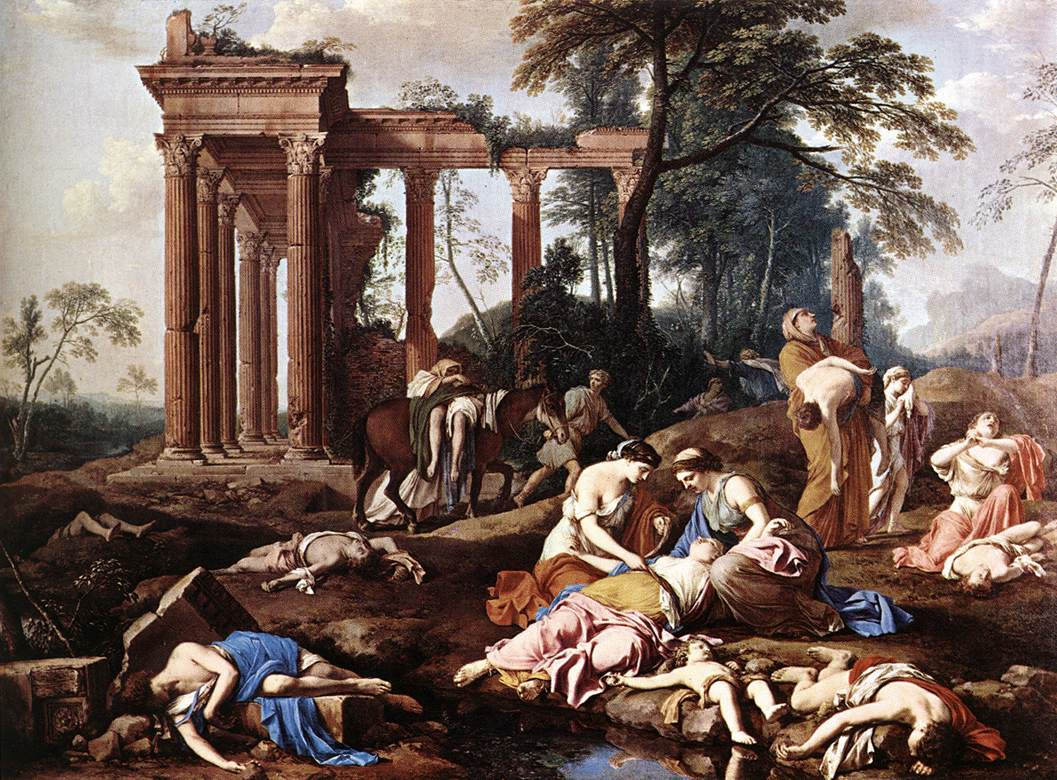
ローラン・ド・ラ・イール: La Mort des enfants de Béthel,1653年
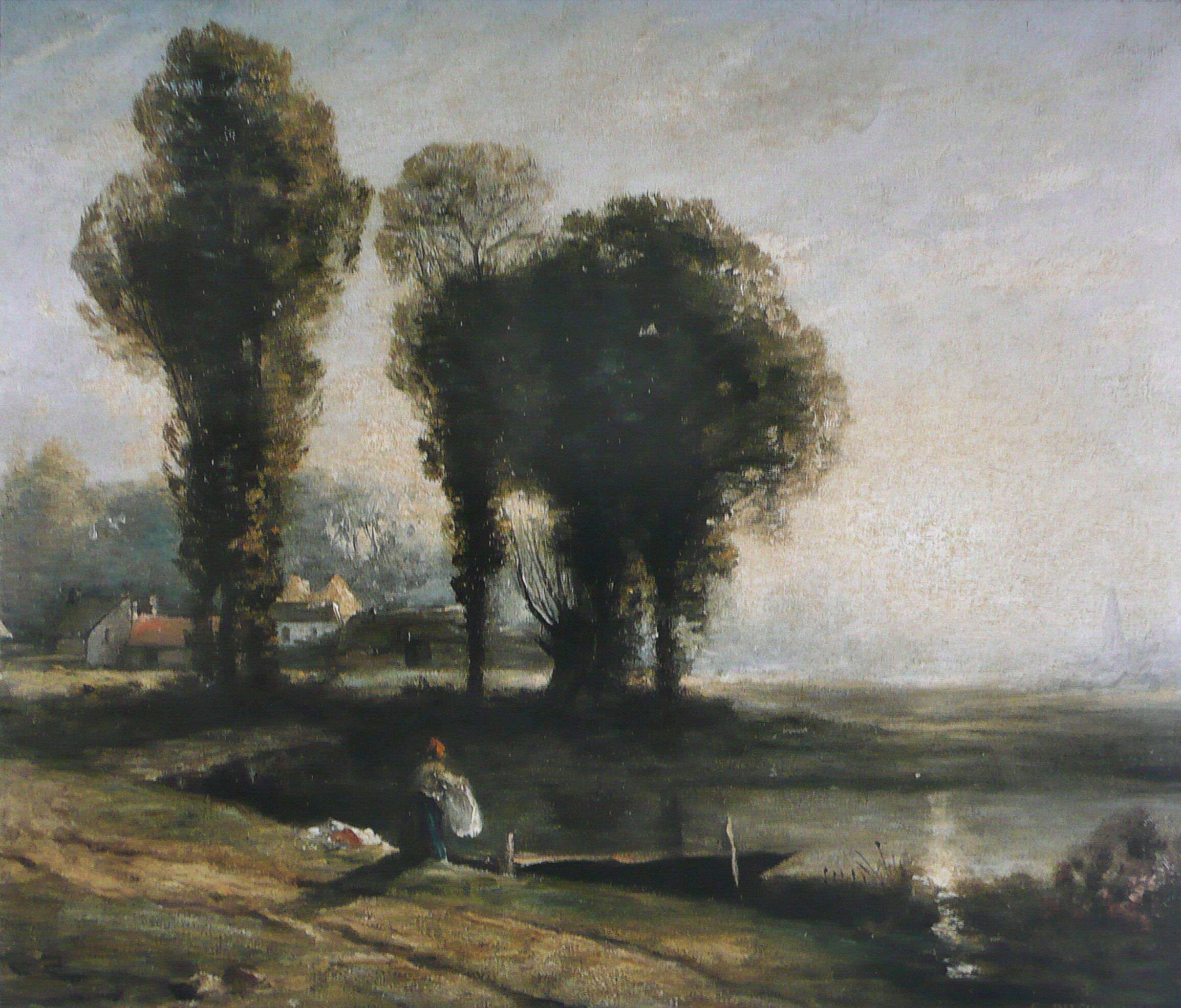
コンスタン・デュティユー: Bord de Scarpe, 1860年
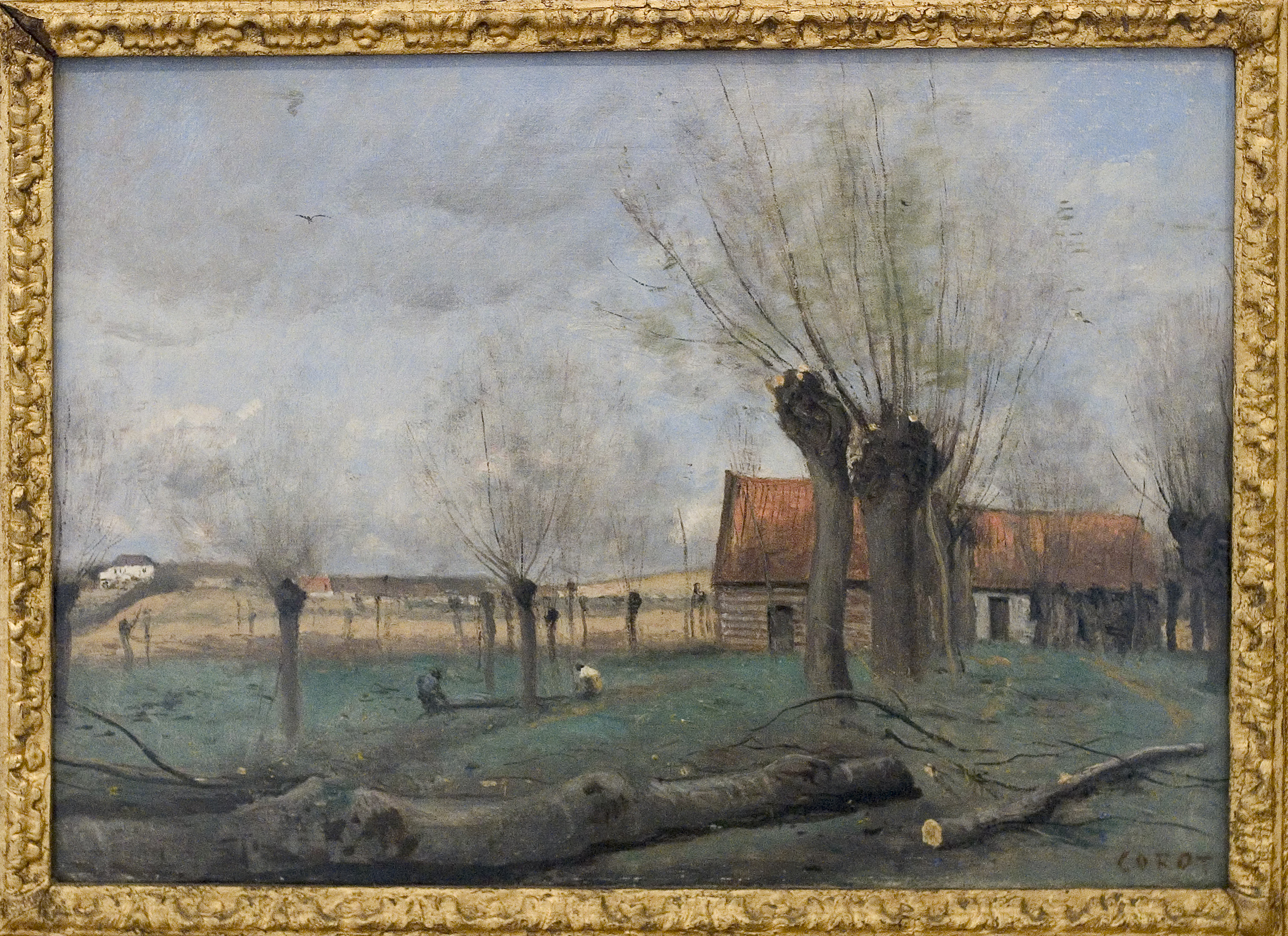
ジャン＝バティスト・カミーユ・コロー: La Saulaie à Sainte Catherine lès Arras

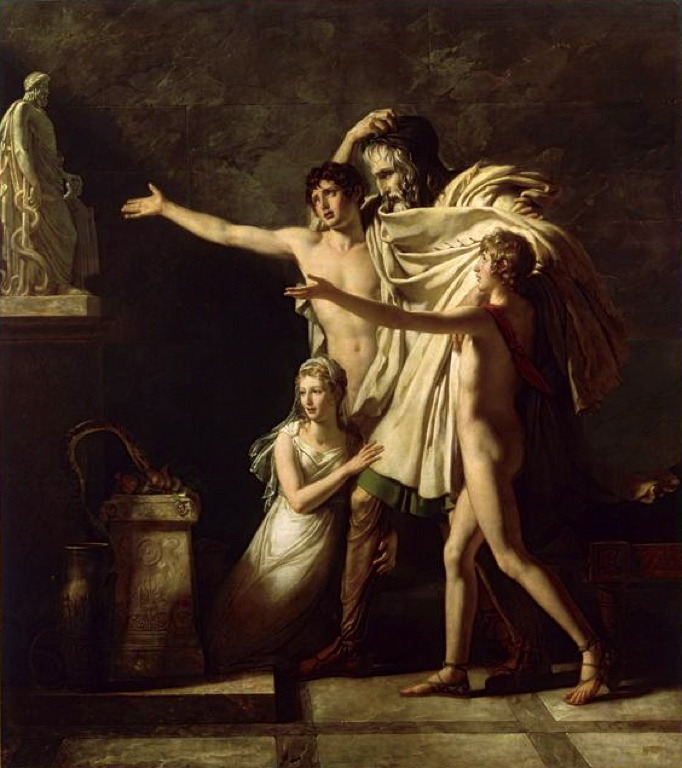
ピエール＝ナルシス・ゲラン: L'Offrande à Esculape, 1803年
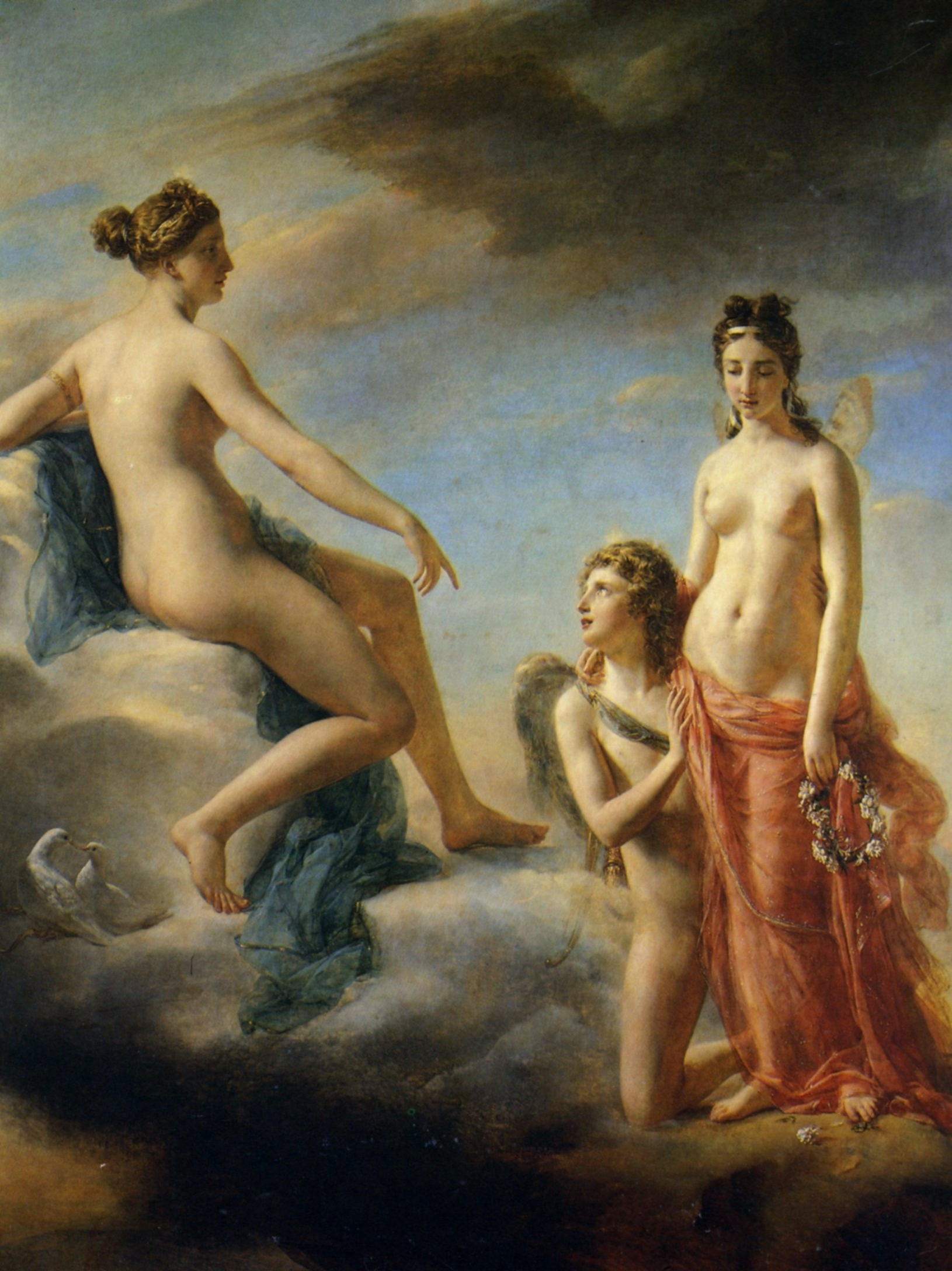
ジョルジュ・ルジェ: L'Amour suppliant Vénus de pardonner à Psyché, 1827年
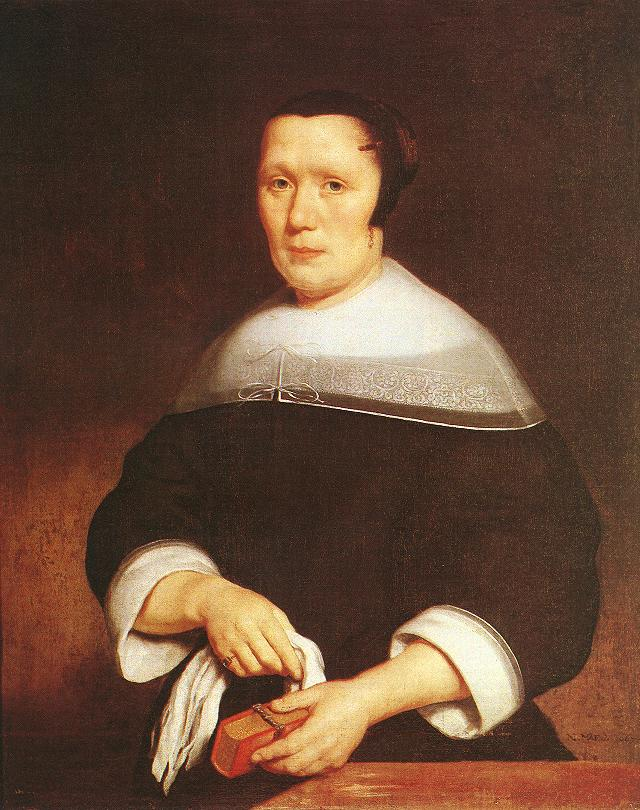
ニコラース・マース: Portrait d'une femme, 1667年
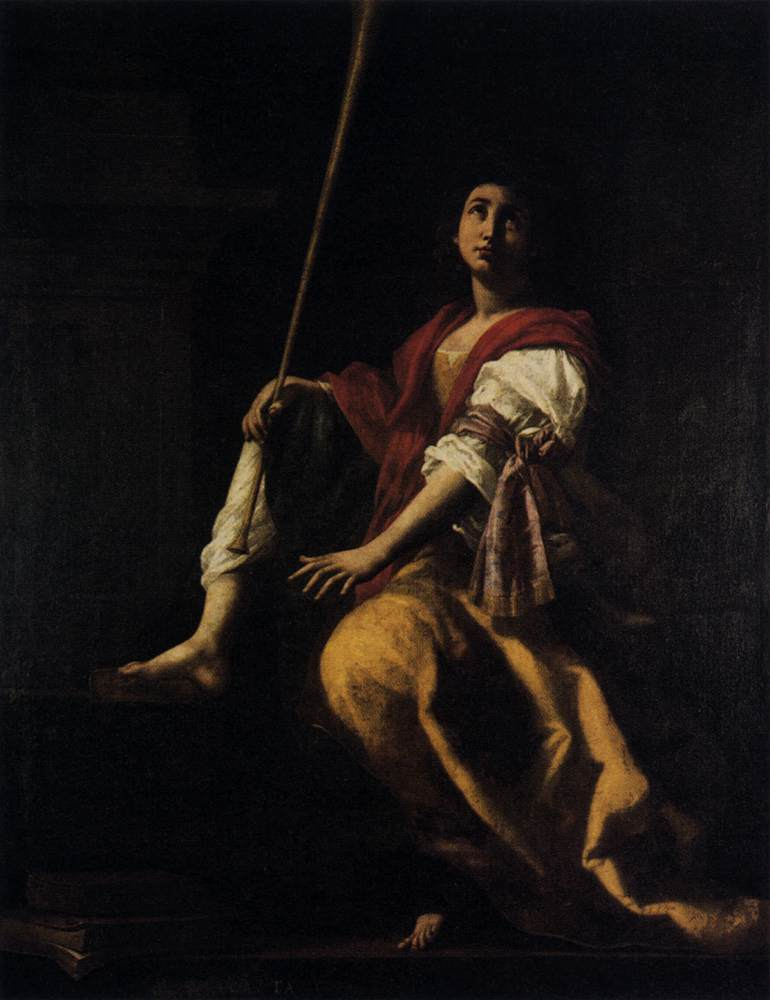
ジョヴァンニ・バリオーネ: 『クレイオー』, 17世紀前半